# Olivia Borlée
Olivia Borlée (Woluwe-Saint-Lambert, 10 aprile 1986) è una velocista belga.
Ha tre fratelli, tutti atleti di livello mondiale: Dylan, Jonathan e Kévin.

## Palmarès
| Anno | Manifestazione  | Sede           | Evento      | Risultato  | Prestazione | Note                                     |
| ---- | --------------- | -------------- | ----------- | ---------- | ----------- | ---------------------------------------- |
| 2007 | Mondiali        | Osaka          | 4×100 m     | Bronzo     | 42"75       | Record nazionale                         |
| 2008 | Giochi olimpici | Pechino        | 4×100 m     | Oro        | 42"54       | Record nazionale                         |
| 2009 | Mondiali        | Berlino        | 200 m piani | Semifinale | 23"42       |                                          |
| 2009 | Mondiali        | Berlino        | 4×100 m     | Batteria   | 43"99       | Miglior prestazione personale stagionale |
| 2010 | Europei         | Barcellona     | 200 m piani | Semifinale | 23"44       |                                          |
| 2010 | Europei         | Barcellona     | 4×100 m     | Finale     | dnf         |                                          |
| 2012 | Europei         | Helsinki       | 200 m piani | Semifinale | 23"66       |                                          |
| 2012 | Europei         | Helsinki       | 4×100 m     | Batteria   | 43"81       | Miglior prestazione personale stagionale |
| 2014 | Europei         | Zurigo         | 4×400 m     | 8ª         | 3'31"82     |                                          |
| 2016 | Europei         | Amsterdam      | 200 m piani | Batteria   | 23"64       |                                          |
| 2016 | Giochi olimpici | Rio de Janeiro | 200 m piani | Batteria   | 23"53       |                                          |